# باکلان ابلق کوچک
باکلان ابلق کوچک (نام علمی: Microcarbo melanoleucos) نام یک گونه از تیره باکلانان است.